# Ashley Yoder
Ashley Elizabeth Yoder (Indianapolis, 20 de outubro de 1987) é uma lutadora americana de artes marciais mistas, luta na categoria peso-palha feminino do Ultimate Fighting Championship.

## Vida Pessoal
Yoder nasceu em Indianapolis, Indiana. Aos três anos de idade seus pais se divorciaram, e ela e seu irmão foram criados por sua mãe. Durante o ensino médio, Yoder era líder de torcida.  Ela estudou na Indiana University e se formou em Justiça Criminal. Antes de começar a luta profissionalmente, Yoder trabalhava como salva-vidas.
No seu aniversário de 18 anos, ela perdeu o irmão em um acidente de carro, seguido pela morte do seu primo dois anos depois.

## Carreira no MMA

### Ultimate Fighting Championship
Yoder fez sua estreia no UFC em 9 de dezembro de 2016 no UFC Fight Night: Lewis vs. Abdurakhimov contra Justine Kish. Ela perdeu por decisão unânime.
Yoder enfrentou Angela Hill em 7 de julho de 2017 no The Ultimate Fighter 25 Finale. Ela perdeu por decisão unânime.
Yoder enfrentou a brasileira Mackenzie Dern em 3 de março de 2018 no UFC 222. Ela perdeu por decisão dividida.
Yoder enfrentou Amanda Cooper em 10 de novembro de 2018 no UFC Fight Night: Korean Zombie vs. Rodríguez. Ela venceu a luta por decisão dividida.
Yoder enfrentou Syuri Kondo em 22 de junho de 2019 no UFC Fight Night: Moicano vs. Korean Zombie. Ela venceu por decisão unânime.
Yoder era esperada para enfrentar Yan Xiaonan em 26 de outubro de 2019 no UFC Fight Night: Maia vs. Askren. Entretanto, Yan teve que se retirar da luta devido a uma lesão. Ela foi substituída por Randa Markos. Yoder perdeu a luta por decisão dividida.

## Cartel no MMA
| Cartel no MMA   |            |            |
| 16 lutas        | 8 vitórias | 8 derrotas |
| Por nocaute     | 0          | 0          |
| Por finalização | 4          | 0          |
| Por decisão     | 4          | 8          |

| Res.    | Cartel | Oponente           | Método                       | Evento                                       | Data       | Round | Tempo | Local                       | Notas                                        |
| ------- | ------ | ------------------ | ---------------------------- | -------------------------------------------- | ---------- | ----- | ----- | --------------------------- | -------------------------------------------- |
| Derrota | 8-8    | Jinh Yu Frey       | Decisão (unânime)            | UFC on ESPN: Hall vs. Strickland             | 31/07/2021 | 3     | 5:00  | Enterprise, Nevada          |                                              |
| Derrota | 8-7    | Angela Hill        | Decisão (unânime)            | UFC Fight Night: Edwards vs. Muhammad        | 13/03/2021 | 3     | 5:00  | Las Vegas, Nevada           |                                              |
| Vitória | 8-6    | Miranda Granger    | Decisão (unânime)            | UFC Fight Night: Felder vs. dos Anjos        | 14/11/2020 | 3     | 5:00  | Las Vegas, Nevada           |                                              |
| Derrota | 7-6    | Livia Renata Souza | Decisão (unânime)            | UFC 252: Miocic vs. Cormier 3                | 15/08/2020 | 3     | 5:00  | Las Vegas, Nevada           |                                              |
| Derrota | 7–5    | Randa Markos       | Decisão (dividida)           | UFC Fight Night: Maia vs. Askren             | 26/10/2019 | 3     | 5:00  | Kallang                     |                                              |
| Vitória | 7–4    | Syuri Kondo        | Decisão (unânime)            | UFC Fight Night: Moicano vs. Korean Zombie   | 22/06/2019 | 3     | 5:00  | Greenville, Carolina do Sul |                                              |
| Vitória | 6–4    | Amanda Cooper      | Decisão (dividida)           | UFC Fight Night: Korean Zombie vs. Rodríguez | 10/11/2018 | 3     | 5:00  | Denver, Colorado            |                                              |
| Derrota | 5–4    | Mackenzie Dern     | Decisão (dividida)           | UFC 222: Cyborg vs. Kunitskaya               | 03/03/2018 | 3     | 5:00  | Las Vegas, Nevada           |                                              |
| Derrota | 5–3    | Angela Hill        | Decisão (unânime)            | The Ultimate Fighter: Redemption Finale      | 07/07/2017 | 3     | 5:00  | Las Vegas, Nevada           |                                              |
| Derrota | 5–2    | Justine Kish       | Decisão (unânime)            | UFC Fight Night: Lewis vs. Abdurakhimov      | 09/12/2016 | 3     | 5:00  | Albany, New York            |                                              |
| Vitória | 5–1    | Amber Brown        | Finalização (chave de braço) | Invicta FC 20: Evinger vs. Kunitskaya        | 18/11/2016 | 2     | 2:31  | Kansas City, Missouri       | Luta no peso casado; Yoder não bateu o peso. |
| Vitória | 4–1    | Angela Danzig      | Finalização (chave de braço) | BAMMA USA: Badbeat 17                        | 02/10/2015 | 1     | 4:50  | Commerce City, California   |                                              |
| Vitória | 3–1    | Liz Tracy          | Decisão (dividida)           | BAMMA USA: Badbeat 16                        | 09/06/2015 | 3     | 5:00  | Commerce City, California   |                                              |
| Vitória | 2–1    | Misha Nassiri      | Finalização (chave de braço) | BAMMA USA: Badbeat 14                        | 09/01/2015 | 1     | 1:02  | Commerce City, California   |                                              |
| Derrota | 1–1    | Maria Rios         | Decisão (unânime)            | BAMMA USA: Badbeat 13                        | 10/10/2014 | 3     | 3:00  | Commerce City, California   |                                              |
| Vitória | 1–0    | Catalina Madril    | Finalização (chave de braço) | Gladiator Challenge: Uprising                | 01/02/2014 | 1     | 0:15  | San Jacinto, California     | Estreia no Peso Palha.                       |